# Héctor Hugo Barbagelata
(Montevideo, 12 de septiembre de 1923 - 13 de abril de 2014), jurista uruguayo. Doctor en Derecho y Ciencias Sociales, - (Facultad de Derecho de Montevideo, Universidad de la República – 1945);  Doctor de la Universidad de Paris-Sorbonne (1947); Cofundador de la revista Derecho Laboral (Montevideo-Uruguay - 1948) y Director de la misma desde 1972 -2006 y de 2011 hasta su fallecimiento; Profesor Emérito de la Facultad de Derecho, Universidad de la República - Profesor (invitado) de las Universidades de Lovaina (KUL), (1978-1979), y Libre de Bruselas (VUB) – (1979.).. Autor de numerosas obras de Derecho del Trabajo.- Premio Eduardo Couture a la Trayectoria Universitaria (2000); Premio Nacional de Literatura-2011, Uruguay.- Miembro de Número de la Academia De Derecho del Trabajo y de Seguridad Social. Fundador en 2010 de la Fundación Electra en homenaje a su difunta esposa Electra Etcheverry, la misma tiene por objetivo el desarrollo y la promoción del Derecho del Trabajo y la Seguridad Social.  

## Carrera jurídica
Egresado de la Universidad de la República en 1945 con el título de Doctor en Derecho y Ciencias Sociales. Dos años después obtuvo un doctorado en Economía y Legislación Obrera en la Universidad de París.
Su vasta trayectoria docente abarcó más de cinco décadas. Impartió cursos en la Universidad de la República y también, como docente invitado, en la Universidad de Lovaina (KUL) y Universidad Libre de Bruselas (VUB).
Fue cofundador de la revista Derecho Laboral en 1948.

## Actuación cultural
Barbagelata también tuvo destacada actuación en el ámbito teatral, fundando en 1942 la compañía de Teatro Universitario del Uruguay junto a Adela Reta y Andrés Castillo.
Como actor y director teatral desde 1943 a 1958 puso en escena las siguientes obras: Angélica (Leo Ferrero); Farsa del Licenciado Pathelin (versión de Rafael Alberti); Así que pasen cinco años (García Lorca, estreno mundial, 1945); Las trapacerías de Scapin  (Moliere);  Verano y humo (Th. Williams);  Don Gil de las Calzas Verdes (Tirso de Molina); Todos los hijos de Dios tienen alas (E. O´Neill); Querido Brutus (J. M. Barrie);  Los Justos (Albert Camus); etc.

## Obras
Fue autor de numerosas obras de referencia en Derecho Laboral, entre otras:

•	El reglamento de taller, (tesis), FDCS, Montevideo, 1951   
•	El derecho común sobre el despido y su interpretación jurisprudencial, FDCS, Montevideo, 1953 (Obra premiada en el Concurso de Obras Jurídicas de la Facultad de Derecho de Montevideo- Universidad de la República); 
•	Panorama de la Legislación del Trabajo, Col. de Cultura Sindical, FUECI, 1953.
•	Régimen de los convenios colectivos, Col. de Cultura Sindical, FUECI, Montevideo, 1955.
•	Introduction aux institutions de droit du travail en Amérique Latine, PUL, Lovaina, 1980;  (Existen versiones en español: MTSS, Madrid, 1980, y  en portugués, trad. de Gilda M.C.M. Russomano, Río de Janeiro, 1980).
•	El tripartismo y la formación profesional en América Latina, Cinterfor/OIT, 1980; 
•	La legislación mexicana sobre capacitación y adiestramiento desde la perspectiva del derecho latinoamericano, Editorial Popular de los Trabajadores, México, 1981,
•	El particularismo del derecho del trabajo, FCU, Montevideo, 1995 (Versión en portugués: O particularismo do direito do trabalho, LTr, San Pablo, 1996); . 
•	Uruguay, International Encyclopaedia for Labour Law and Industrial Relations- Kluwer, Deventer-Boston, 4a.ed., actualizada, 1998; 
•	Formación  y legislación del trabajo, Cinterfor/OIT, -Edición ampliada y revista, Cinterfor/OIT, 2003 (Obre premiada con el Premio Nacional de Literatura, 20011).
•	*Derecho del Trabajo, Montevideo, Tomo.I, Vol 1, 3ª. Ed. actualizada, 2002 ---Tomo I, Vol. 2, 3ª. Ed. actualizada, 2007; T. II, 2ª ed., 245 pp., FCU, 2004.
•	El particularismo del Derecho del trabajo y  los derechos humanos laborales, FCU,  Montevideo, 2009 (346 pp.) 
•	Curso sobre la evolución del pensamiento juslaboralista, FCU, Montevideo, 2009. (311 pp.) 
(Versión en portugués por Sindei Machado, Ltr, Sao Paulo, 2012).
•	La investigación en Derecho el Trabajo,  en  Cuadernillos de la Fundación Electra, N.º 5, Montevideo, 2011, (24 pp.)

## Gestión Pública
Dirigió la Escuela Municipal de Arte Dramático (EMAD), en el período de 1952 a 1964.
Ocupó el cargo de Subsecretario del Ministerio de Trabajo y Seguridad Social de Uruguay (marzo-octubre de 1967).
Presidió el Directorio del SODRE (1985-1990)